# Ingeborg von Hennigs
Ingeborg von Hennigs (* 28. Dezember 1867 in Techlin; † 29. Januar 1944 ebendort) war eine deutsche Diakonisse, Schriftstellerin und Gründerin der Evangelischen Heilandsgemeinschaft in Berlin.

## Familie
Ingeborg von Hennigs wurde als jüngstes von dreizehn Kindern des Rittergutsbesitzers und Oberstleutnants Hermann Carl von Hennigs und seiner Gemahlin Ernestine, geb. von dem Knesebeck aus dem Haus Langenapel geboren.

## Leben
Nach erfolgter Erziehung auf dem Gutshof in Techlin durch Hauslehrer wandte sie sich der Kirche zu und pflegte gemeinsam mit ihrer älteren Schwester Therese eine Freundschaft mit Ernst Ferdinand Ströter. Sie widmete sich als Schriftstellerin der Frage der Religion und verfasste Gedichte, die durch Bibelverse inspiriert waren.  Ingeborg von Hennigs und ihre Schwester Therese waren Teil der Gemeinschaftsbewegung des späten 19. Jahrhunderts.

## Heilandsgemeinde
Gemeinsam mit ihrer Schwester Therese und ihrem Bruder Fritz von Hennigs trug sie wesentlich zum Erfolg der am 28. Oktober 1900 gegründeten »Evangelischen Heilandsgemeinschaft e.V.« in Berlin-Moabit bei. Das Haus, in dem die Heilandsgemeinde sich traf, wurde von der Familie von Hennigs errichtet. Im April 1904 wurde in Berlin-Moabit das Grundstück in der Putlitzstraße 13 ein Grundstück gekauft und am 26. Juni 1904 mit der Grundsteinlegung begonnen. Am 5. April 1905 wurde die Einweihung des "Evangelischen Heilands-Gemeinschaftshauses Putlitzstraße 13" gefeiert. Als Gründerin der Heilandsgemeinde sah Ingeborg von Hennigs die Notwendigkeit von biblischem Unterricht und war 1919 die Gründerin der Bibelschule für junge Frauen in Berlin-Moabit. Dort war auch ihr Wohnsitz. Die Offiziere, sie hatten in Techlin Ingeborgs Schwestern Susanne (1851–1916) und Jenny (1848–1921) geheiratet, Lothar von dem Knesebeck-Löwenbruch und Wilhelm von dem Knesebeck (1841–1935), beide zuletzt Generalleutnant, waren ihre Schwäger und aktiv im evangelischen Johanniterorden.